# 박찬우 (1993년)
박찬우(1993년 3월 17일 ~ )는 대한민국의 배우이다.

## 학력
- 서울시립대학교 전자전기컴퓨터공학부 학사

## 출연

### 영화
- 《스윙키즈》 (2018년) - 고정 반공 포로 역
- 《조선명탐정: 흡혈괴마의 비밀》 (2018년)

### 드라마
- 《일단 뜨겁게 청소하라!!》 (2018년, JTBC) - 영어면접자 역
- 《프리스트》 (2018년, OCN) - 라파엘 수사 역

### 광고
- SK텔레콤
- 치링스
- 배달의 민족 B마트
- 롯데주류 수퍼클리어 피츠
- 호텔 트리바고
- 버거킹 볼케이노 칠리와퍼
- 엔씨소프트 리니지 20주년
- 맥스웰 콜롬비아나
- 정관장 에브리타임 (월드컵편)
- 동화약품 부채표 까스활
- 마약류 오남용 근절 캠페인 광고
- 오리온 돌아온 썬